# Дуровы
Дуровы — древние русские дворянские роды.
При подаче документов (02 июня 1686), для внесения рода в Бархатную книгу, была предоставлена родословная роспись Дуровых.
Ещё один род этой фамилии восходит ко второй половине XVII века. Остальные 10 родов Дуровых более позднего происхождения.

## Происхождение и история рода
Первый из них происходит от новгородца Дементия Ивановича Дурова, переведенного князем Иваном III Васильевичем из Новгорода в Москву (1478). Тиун великого князя Афанасий Дуров (1495—1497). Фока Дементьевич Дуров участвовал в избрании на царство Михаила Фёдоровича. Этот род был внесён в VI и II части дворянских родословных книг Киевской, Курской и Тульской губерний Российской империи.
Другой род Дуровых происходит от Александра Степановича Дурова, бывшего думным дьяком при царе Алексее Михайловиче, и был внесён Губернским дворянским депутатским собранием в VI часть родословной книги Владимирской губернии России.
Двадцать два представителя рода Дуровых владели населёнными имениями (1699).
Гербы Дуровых были записаны в Части III и VII Общего гербовника дворянских родов Всероссийской империи, страницы 80 и 94 (соответственно).
В 1812 году была известна девица Дурова Надежда Андреевна, исполнявшая офицерскую службу в мужской одежде. Она получила Георгиевский крест. Н. А. Дурова послужила прототипом героини пьесы А. Гладкова «Давным-давно» и снятого по ней кинофильма «Гусарская баллада».

## Описание гербов

#### Герб. Часть VII. № 94.
Герб потомства Ивана Александровича Дурова: в золотом щите летящий чёрный одноглавый орел, держащий клювом за главу, а лапами за средину, змия с червлеными крыльями, повернутого в право. На щите дворянский коронованный шлем. На шлеме три страусовых пера. Намёт золотой, подложенный лазурью. Щитодержатели:

#### Герб. Часть III. № 80.
Герб рода Дуровых: щит разделен горизонтально на две части, из которых в верхней части в серебряном поле изображен кирас, а в нижней части в голубом поле крестообразно означены серебром сабля и палаш. Щит увенчан обыкновенным дворянским шлемом и тремя страусовыми перьями. Намёт на щите голубой, подложенный серебром.

## Известные представители
- Дуровы: Иван-Белянец и Иван-Гридин Дуровы — помещики Вотской пятины (1500).
- Дуровы Алексей Михайлович и Калистрат Евдокимович — упомянуты в Колыванском походе (1540).
- Дуров Максим Иванович — воевода пятого ертаульского полка в Казанском походе (1544).
- Дуров Василий Иванович — путный ключник, вотчинник Дмитровского уезда (1548), его вдова Анна Павловна (урожденная Басина) дала свою вотчину в Сергиево-Троицкий монастырь, где была и погребена.
- Дуров Ширяй — помещик Бежецкой пятины (1572).
- Дуровы: Меньшик и Фёдор — владели поместьями в Московском уезде (ранее 1573).
- Дуровы: Никифор и Юрий Иванович — владели поместьями в Коломенском уезде (1577).
- Дуровы: Данила и Фёдор Захарьевичи, Иван Григорьевич, Иван Данилович, Озар, Михаил, Истома и Безсон Ивановичи — владели поместьями в Рославльском уезде (1585).
- Дуровы: Василий и Иван Фёдоровичи, Семён Осипович, Иван Иванович, Михаил Бурцев, Степан Васильевич, Иван и Андрей Никифоровичи — владели поместьями в Тульском уезде (1587).
- Дуров Хабар Васильевич — владел вотчиной в Дмитровском уезде (1592).
- Дуров Василий — конный псарь, владел поместьем в Вяземском уезде (1594).
- Дуров Михаил — охотник при встрече Кизилбашского посла (1598).
- Дуров Ратман (Дементий) — стрелецкий голова (1598—1605).
- Дуров Константин Семёнович — воевода в Кашине (1609).
- Дуров Петр — осадный голова в Дедилове (1614).
- Дуров Фёдор Ратманович — воевода в Верхотурье (1615—1617), Севске (1623—1625).
- Дуров Михаил Андреевич — калужанин, получил государево жалование за калужскую службу, осадное сидение и головство (1620).
- Дуров Иван Фокич — стряпчий с платьем (1627—1629).
- Дуров Александр — дьяк, воевода в Казани (1634—1636).
- Дуров Никита Иванович — воевода в Курске (1666).
- Дуров Петр Гаврилович — воевода в Пензе (1670).
- Дуров Никифор Никитич — воевода в Острогожске (1692)[4][7][9].